# Godfried Pieters
Godfridus Mathias (Godfried) Pieters (Bunde, 25 november 1936) is een Nederlandse beeldhouwer.

## Leven en werk
Pieters volgde zijn opleiding aan de Stadsacademie voor Toegepaste Kunsten en de Jan van Eyck Academie in Maastricht. Zijn oeuvre vertoont een voorkeur voor de menselijke figuur (vooral torso’s en koppen) en de natuur (vogels, vissen en planten- en knolgewassen), die hij in een realistische stijl verbeeldt.
- Gemeinsame Normdatei: 123408482
- RKD-Nederlands Instituut voor Kunstgeschiedenis: 63429
- Système universitaire de documentation: 261758772
- Virtual International Authority File: 57520070
- WorldCat: E39PBJwd99PbGJGYbyyQrTkkXd